# 薩拉韋納
薩拉韋納是哥倫比亞的城鎮，位於該國東北部，由阿勞卡省負責管轄，距離首府阿勞卡196公里，始建於1976年2月3日，面積658.7平方公里，海拔高度261米，2005年人口35,279。